# Linha 15 do Metropolitano de Paris
A Linha 15 do Metropolitano de Paris é uma linha de construção da rede do Metrô de Paris. Com uma extensão de 75 km e servindo 36 estações, ela constitui o elemento central de todo o projeto do Grand Paris Express.
Concebida sob a forma de uma linha férrea subterrânea de capacidade igual ou maior que a do metrô parisiense, ela será uma nova linha estruturante em anel, que vai servir diretamente os três departamentos da Petite Couronne: Altos do Sena, Seine-Saint-Denis e Vale do Marne. Ele assegurará assim os deslocamentos do subúrbio sem passar por Paris, evitando interrupções de transferência.
O projeto visa assim realizar um circuito fechado ligando Noisy - Champs a Champigny Centre passando especialmente por Bry-sur-Marne, Villiers-sur-Marne, Champigny-sur-Marne, Saint-Maur-des-Fossés, Créteil, Vitry-sur-Seine, Villejuif, Arcueil, Cachan, Bagneux, Châtillon, Montrouge, Clamart, Issy-les-Moulineaux, Vanves, Boulogne-Billancourt, Saint-Cloud, Rueil-Malmaison, Nanterre, Puteaux, La Défense, Courbevoie, Bois-Colombes, Asnières-sur-Seine, Gennevilliers, Saint-Denis, Aubervilliers, Bobigny, Drancy, Bondy, Rosny-sous-Bois, Fontenay-sous-Bois, Nogent-sur-Marne e Le Perreux-sur-Marne, quando for concluída em 2030.
Esta linha deve levar o número 15 na rede metropolitana da Ilha de França.

## História

Plano da linha.

A configuração da linha 15 é muito próximo à da linha Métrophérique proposta em 2006 pela RATP. A linha foi posteriormente retomada no projeto da linha vermelha da rede de transportes públicos da Grande Paris, apresentado pelo presidente da República Nicolas Sarkozy, em 2009. Em março de 2013, o "Nouveau Grand Paris" foi anunciado pelo Primeiro-ministro Jean-Marc Ayrault. A linha em seguida portou o número 15.
A partir de 28 de agosto de 2013, reuniões trimestrais do comitê de direção do Nouveau Grand Paris são lançadas. O primeiro inquérito público, na seção sul de Pont de Sèvres a Noisy - Champs, foi organizada de 7 de outubro a 18 de novembro de 2013.

### Calendário de implantação
Calendário inicial

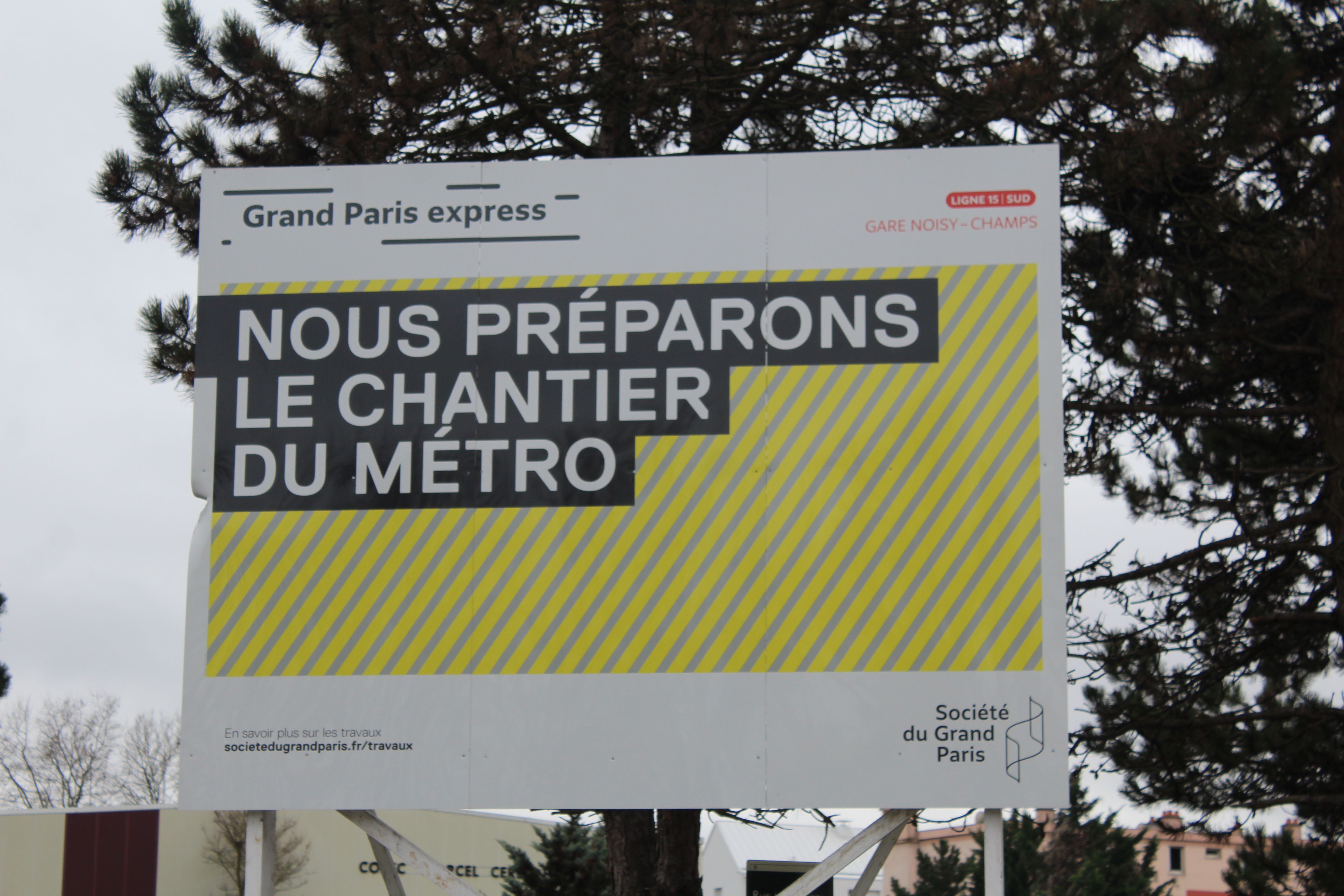
Painel anunciando o canteiro da seção sul em Noisy-le-Grand.

O calendário inicial de execução proposta pelo governo Ayrault em 2013 é o seguinte:
- Durante 2014: enquete pública sobre a parte de Saint-Denis Pleyel a Champigny Centre da seção leste;
- Início de 2015: lançamento das obras na parte de Pont de Sèvres a Noisy - Champs da seção sul;
- 2018: lançamento das obras na parte de Pont de Sèvres, a Saint-Denis Pleyel da seção oeste;
- Final de 2018: lançamento das obras na parte Saint-Denis Pleyel a Champigny Centre da seção leste;
- (Antes de 2020): inauguração de parte de Pont de Sèvres a Noisy - Champs da seção sul (inicialmente prevista para 2018[10] e, em seguida, estendida para o horizonte 2022 em abril de 2015[11], depois estendida para 2024 em janeiro de 2018[12], e até mesmo o "fim de 2024", em abril de 2018[13]);
- Antes de 2020: lançamento das obras nas partes de Ponte de Sèvres a Nanterre e de Saint-Denis Pleyel a Rosny-Bois-Perrier da seção norte;
- Horizonte 2025: entrada em funcionamento da Ponte de Sèvres a Nanterre;
- Atual 2025: lançamento das obras da parte de Nanterre a Saint-Denis Pleyel via La Défense da seção norte;
- Horizonte 2025: inauguração da parte de Saint-Denis Pleyel em Rosny-Bois-Perrier;
- Horizonte 2027: inauguração da parte de Nanterre a Saint-Denis Pleyel via La Défense da seção norte;
- Horizonte 2030: inauguração da parte de Rosny-Bois-Perrier a Champigny Centre da seção norte.

Calendário revisado
Em 22 de fevereiro de 2018, um novo calendário foi anunciado pelo Primeiro-ministro, Édouard Philippe:
- Horizonte 2024: inauguração da seção sul de Pont de Sèvres a Noisy - Champs;
- Horizonte 2030: inauguração:
  - da parte oeste de Pont de Sèvres a Saint-Denis Pleyel,
  - da parte leste de Saint-Denis Pleyel a Champigny Centre.

### Cronologia
- 2012: Compra pela Société du Grand Paris do centro técnico municipal de Champigny, localizado no local da futura estação Champigny-Centre[15].
- 2015: Obras preparatórias de desvio das redes coletivas no Vale do Marne e dos Altos do Sena.
- 4 de junho de 2016: KM1, inauguração do canteiro de obras em Fort d'Issy - Vanves - Clamart[16].
- 13 de fevereiro de 2017: a linha inteira é declarada de utilidade pública[17].
- 1 de novembro de 2017: KM2, escorregamento da laje em Arcueil-Cachan[18].
- 3 de fevereiro de 2018: KM3, lançamento e batizado da tuneladora Steffie - Orbival no Parc départemental du Plateau (Champigny-sur-Marne)[19][20].
- 3 de abril de 2018: A primeira tuneladora começa a escavar o Parc départemental du Plateau (Champigny-sur-Marne)[21].

## Especificações

Traçado geográfico exato do projeto atual completo da linha 15, previsto no horizonte 2030, no mínimo. Paris é representada ao centro.

As especificações técnicas do material circulante da linha 15 são as seguintes:
- Material de grande padrão (ao menos 2,80 m);
- Material rodante de ferro;
- Os trens terão uma largura de 108 m. Eles serão constituídos de um trem de seis carros com circulação interna integral. As caixas poderão acomodar até 960 passageiros (com base em uma taxa de 4 passageiros por metro quadrado). A capacidade teórica no horário de pico da manhã será de 34 560 passageiros por hora[24];
- Os trens serão de condução automática integral;
- A velocidade máxima dos trens será de 120 km/h[25];
- A velocidade comercial estimada dos trens será de 55 km/h;
- A absorção de corrente de tração (1500 volts corrente contínua) será feita por pantógrafo e catenária[26].

## Estações

### A seção sul da linha 15
- Noisy - Champs
- Bry-Villiers-Champigny
- Champigny Centre
- Saint-Maur - Créteil
- Créteil - L'Échat
- Le Vert de Maisons
- Les Ardoines
- Vitry Centre
- Villejuif - Louis Aragon
- Villejuif - Institut Gustave-Roussy
- Arcueil - Cachan
- Bagneux - Lucie Aubrac
- Châtillon - Montrouge
- Fort d'Issy - Vanves - Clamart
- Issy RER
- Pont de Sèvres

A Société du Grand Paris e Jean-Marc Ayrault anunciaram que o primeiro trecho submisso de uma enquete pública seria o trecho sul da linha 15, correspondente ao projeto Orbival e ao antigo projeto da linha vermelha (Pont de Sèvres – Noisy - Champs), e que esta enquete fosse realizada em 2013, as de outras seções sendo realizadas a partir de 2013 a 2015. O custo desta seção é de 5,5 bilhões de euros.
Em prelúdio à audiência pública, 21 de reuniões públicas sobre o traçado da linha 15, então conhecida como linha vermelha sul do Grand Paris Express, foram realizadas de 13 de setembro a 15 de novembro de 2012. O resultado desta consulta foi publicado em abril de 2013.

Plano da seção sul da linha.

O financiamento de seção, no valor de 5,3 bilhões de euros, foi autorizado pelo conselho de supervisão da Société du Grand Paris em 15 de julho de 2013. As primeiras adjudicações para a sua realização foram feitos durante o verão de 2013. A consulta pública teve lugar a partir de 7 de outubro a 18 de novembro de 2013. A comissão de enquete pública emitiu um parecer favorável por unanimidade dos seus membros, com duas reservas e 12 recomendações. A declaração de utilidade pública foi assinado em 24 de dezembro de 2014. As primeiras obras (desvio de redes) começaram em março de 2015.
Em setembro de 2013, a Société du Grand Paris para prosseguir para a adjudicação de contrato de projeto, de arquitetura e de assistência ao contrato da obra. O lote leste, Noisy-Champs – Villejuif-Louis-Aragon (21 km, 7 estações), é atribuído a um consórcio liderado pela SYSTRA; enquanto que o lote oeste, Villejuif-Louis-Aragon – Pont-de-Sèvres (12 km, 7 estações), é atribuído a um consórcio liderado pela SETEC. Em abril de 2015, a Société du Grand Paris anunciou dois anos de atraso para a execução da presente seção, até 2022 (em vez de 2020), devido a estudos geológicos, o complexo e estudos complementares a serem realizadas para conexões de não o originalmente planejado. O SGP prevê, no entanto, um melhor controle do tempo das seções a seguir. O site foi oficialmente aberto em 4 de junho de 2016.
Em média, o percurso entre duas estações no trecho sul da linha 15 se efetuará em 2 minutos e 27 segundos.

### A seção oeste da linha 15
- Pont de Sèvres
- Saint-Cloud
- Rueil - Suresnes - Mont Valérien
- Nanterre-La Boule
- Nanterre-La Folie
- La Défense
- Bécon-les-Bruyères
- Bois-Colombes
- Les Agnettes
- Les Grésillons
- Saint-Denis Pleyel

Plano da seção oeste da linha.

Em 2 de abril de 2014, a Société du Grand Paris informou à Commission nationale du débat public (CNDP) para os termos da consulta que pretende implementar no trecho Pont de Sèvres/Saint-Denis Pleyel da rede de transportes da Grande Paris e Jean-Yves Audouin foram nomeados pela CNPD garante dessa cooperação. Ela ocorreu de 11 de junho a 12 de julho de 2014. A consulta pública ocorreu de 21 de setembro a 29 de outubro de 2015. A declaração de utilidade pública foi assinada em 21 de novembro de 2016.
A principal obra da seção oeste da linha 15 é concedida em novembro de 2015 a Setec TPI, mandatário de um consórcio formado pela Systra e por cinco empresas de arquitetura, responsáveis de conceber e de realizar as estações do trecho.

### A seção leste da linha 15
- Saint-Denis Pleyel
- Stade de France
- Mairie d'Aubervilliers
- Fort d'Aubervilliers
- Bobigny - Drancy
- Bobigny - Pablo Picasso
- Pont de Bondy
- Bondy
- Rosny-Bois-Perrier
- Val de Fontenay
- Nogent - Le Perreux
- Champigny Centre

Plano da seção leste da linha 15.

Após a aprovação pelos conselhos de administração das STIF e PEC de um acordo de transferência da gestão de projeto da linha 15 é a Société du Grand Paris, o documento de enquete público foi encaminhado para o prefeito da região pela SGP  no verão de 2015, para uma pesquisa que ocorreu de 23 de maio a 27 de junho de 2016. A declaração de utilidade pública foi assinado em 13 de fevereiro de 2017.
O controle da obra da seção leste da linha 15 é atribuído a novembro de 2016, o grupo Koruseo realizado pela Egis e composto por empresas Tractebel Engineering e Ingérop Conseil et Ingénierie. Seis empresas de arquitetura são responsáveis pela concepção e execução de estações do trecho.

## Operação da linha

### Contrato
Ao contrário das outras linhas históricas do metrô, o contrato de operação da linha 15 será objeto de um concurso público. No entanto, a lei de 3 de junho de 2010 relativa à Grande Paris prevê que a gestão e manutenção das infraestruturas (túneis, estruturas, etc.) serão asseguradas pela RATP.

### Material rodante
Em maio de 2018, a SGP informou que a fabricante Alstom é esperada para ganhar os contratos para os trens das linhas 15, 16 e 17 do Grand Paris Express. Para a linha 15, um volume de 133 trens compostos de seis carros (sendo 798 carros no total) é mencionado.